# Fernando Nadra
Fernando Nadra (29 juin 1916 à San Miguel de Tucumán - 22 août 1995 à Buenos Aires) est un avocat, journaliste et conférencier argentin. Il fut l'un des dirigeants les plus importants du Parti communiste argentin et, avec son point de vue marxiste, il prit part à la plupart des débats politiques importants de son époque. Il s'est distingué des autres dirigeants de gauche de son époque par ses capacités d'organisateur et d'activiste collectif, ainsi que par ses nombreuses tentatives visant à promouvoir un dialogue pluraliste.
Comme beaucoup de ses contemporains, il subit les persécutions, la prison et la censure.

## Jeunesse

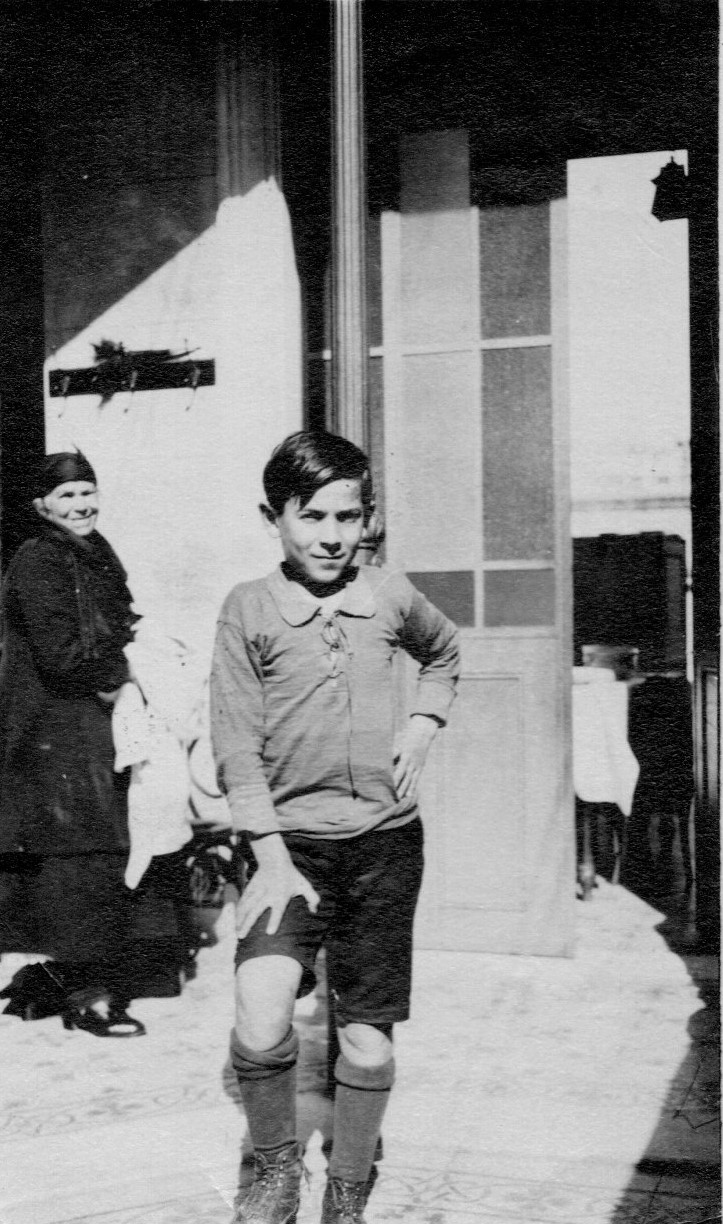
Fernando Nadra dans la cour de sa maison, Tucuman 1927. Derrière lui, sa tante vêtue d'un vêtement traditionnel arabe.

Nadra est née d'immigrants syriens arrivés à San Miguel de Tucumán au début du XXe siècle. Sa mère, Nabiha Louis, était enseignante dans sa ville natale, Damas. Son père, Nallib Nadra, originaire de Homs, a fait fortune en Argentine. S'il a débuté comme modeste commerçant, il est devenu le premier agent de FIAT dans le nord-ouest du pays et s'est plus tard consacré à l'industrie sucrière.
Dès son adolescence, Fernando Nadra s'est distingué dans la vie sociale et culturelle de sa province. En 1938, à l'âge de 22 ans, il publie son premier recueil de poèmes « Visión de Cumbre » (Vue du sommet). L’un de ces poèmes a été analysé dans le volume argentin d’un livre britannique en 19 volumes sur l’impact de la guerre civile espagnole sur les intellectuels des pays hispano-américains.
Plus tard, en 1943, Nadra fut l'un des fondateurs du Mouvement poétique et culturel du nord-ouest argentin, dont le siège est à La Carpa de Tucumán. Ce mouvement rasseblait des personnalités telles que Raúl Galán, Manuel J. Castilla, Raúl Aráoz Anzoátegui, María Adela Agudo, Nicandro Pereyra, Julio Ardiles Gray ou José Fernández Molina.

## Leader étudiant
Nadra s'est engagé pour la première fois dans la politique à l'âge de 14 ans, en tant que leader d'une prise de contrôle du Colegio Nacional Mitre (École nationale Mitre) dans la ville de Tucumán, après quoi il a été violemment arrêté par la police locale. Peu de temps après, il a été nommé président de la Federación de Estudiantes Secundarios de Tucumán (Fédération des lycéens de Tucumán).
Il a étudié le droit à l'Université nationale de Cordoue où il a été choisi comme secrétaire du Centre des étudiants et, éventuellement, président de la Fédération universitaire de Cordoue. En juin 1942, à ce titre, il prononce l'éloge funèbre de son conseiller et ami Deodoro Roca, figure la plus importante de la Réforme universitaire argentine de 1918.
Entre 1937 et 1939, il fut président de la Fédération universitaire argentine et joua un rôle crucial en tant que porte-parole des positions antifascistes au IIIe Congrès national des étudiants convoqué par la FUA Córdoba en octobre 1942.
En 1941, l'Allemagne nazie a exigé l'intervention fédérale de Ramón S. Castillo sur Cordoue et la détention de Nadra parce que – alors qu'il dirigeait la protestation massive le jour du drapeau argentin – Nadra avait exigé que le drapeau nazi soit remplacé par le drapeau argentin. La demande a été rejetée par la police sur place. Le journal local "Córdoba" a décrit la réaction de Nadra comme suit :

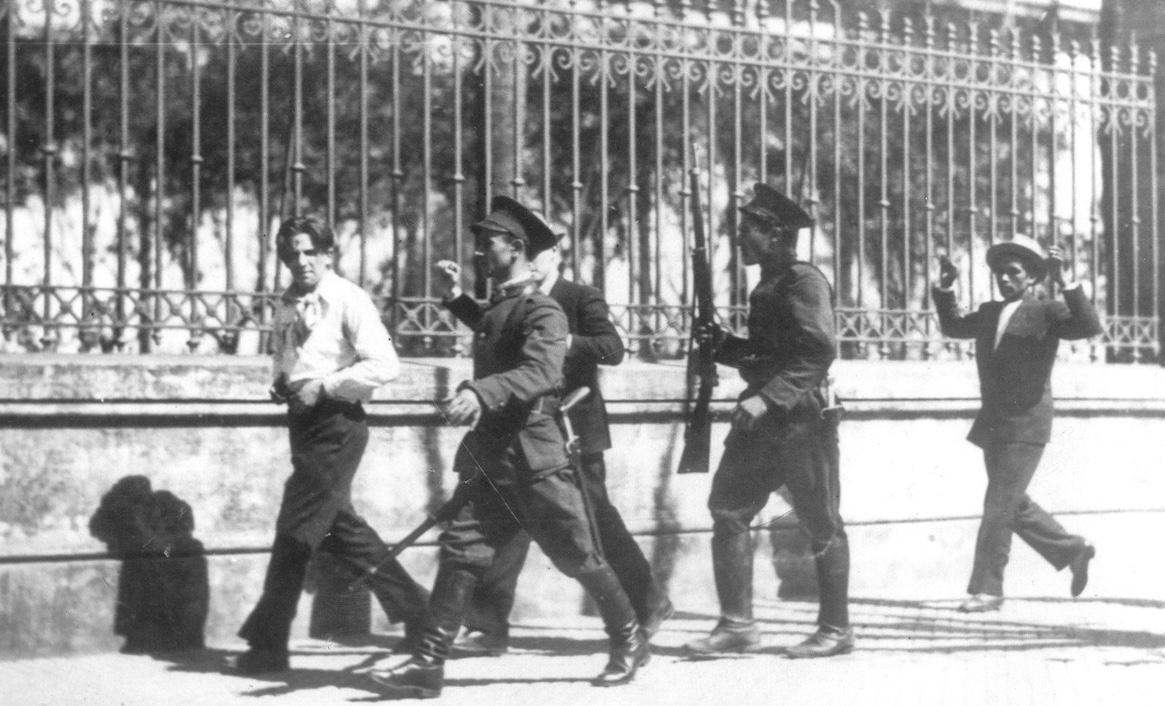
Tucumán, 1930. Fernando Nadra est arrêté après la prise de contrôle de l'école nationale Mitre.

« ... le jeune étudiant, qui avait grimpé et atteint l'une des extrémités du drapeau nazi, l'a décroché lui-même et, sans le perdre, a sauté sur le trottoir. Le poids de son corps a brisé le mât du drapeau et tout est tombé. Au sol, les manifestants l'ont ramassé et l'ont facilement détruit... »

## Vie personnelle et professionnelle et affiliation au Parti communiste
Fernando Nadra rejoint le parti communiste en 1939. Même si cette décision a été remise en question par sa famille, l'engagement de Nadra n'a pas faibli et l'a finalement amené à faire don de sa fortune personnelle au parti. Ses actifs ont été gérés par ce qu'on appelait le Conseil d'administration, un groupe secret au sein du parti qui gérait un réseau complexe d'entreprises comprenant des laboratoires, des médias et l'usine d'embouteillage Coca-Cola en Argentine,.
En 1945, après avoir été emprisonné à plusieurs reprises et suspendu pendant deux ans de l'Université nationale de Cordoue, Nadra étudie seul et passe les examens requis pour obtenir son diplôme de droit. Durant les six années suivantes, il travaille comme avocat et rejoint le parti communiste de la province de Tucumán, où il travaille comme secrétaire à l'Éducation et à la Propagande.
Aux élections de février 1946, il fut nommé candidat au Parlement représentatif national par l'Union démocratique, position qu'il perdit par cent voix. Après le triomphe du péronisme, lorsque le parti communiste convoqua son XIe Congrès à Buenos Aires, Nadra y assista en tant que délégué.

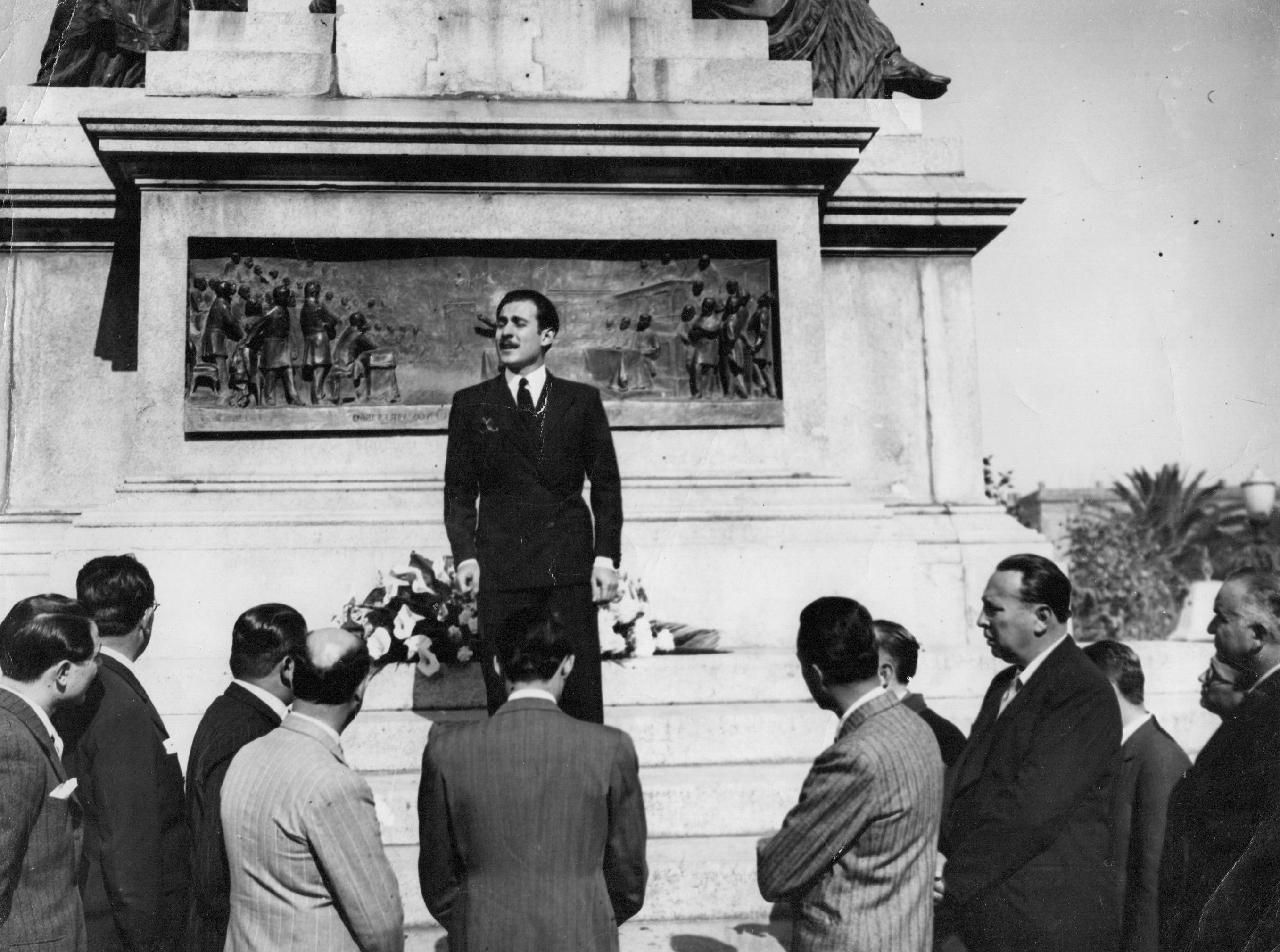
Cordoue, 1941, président de la FUC.

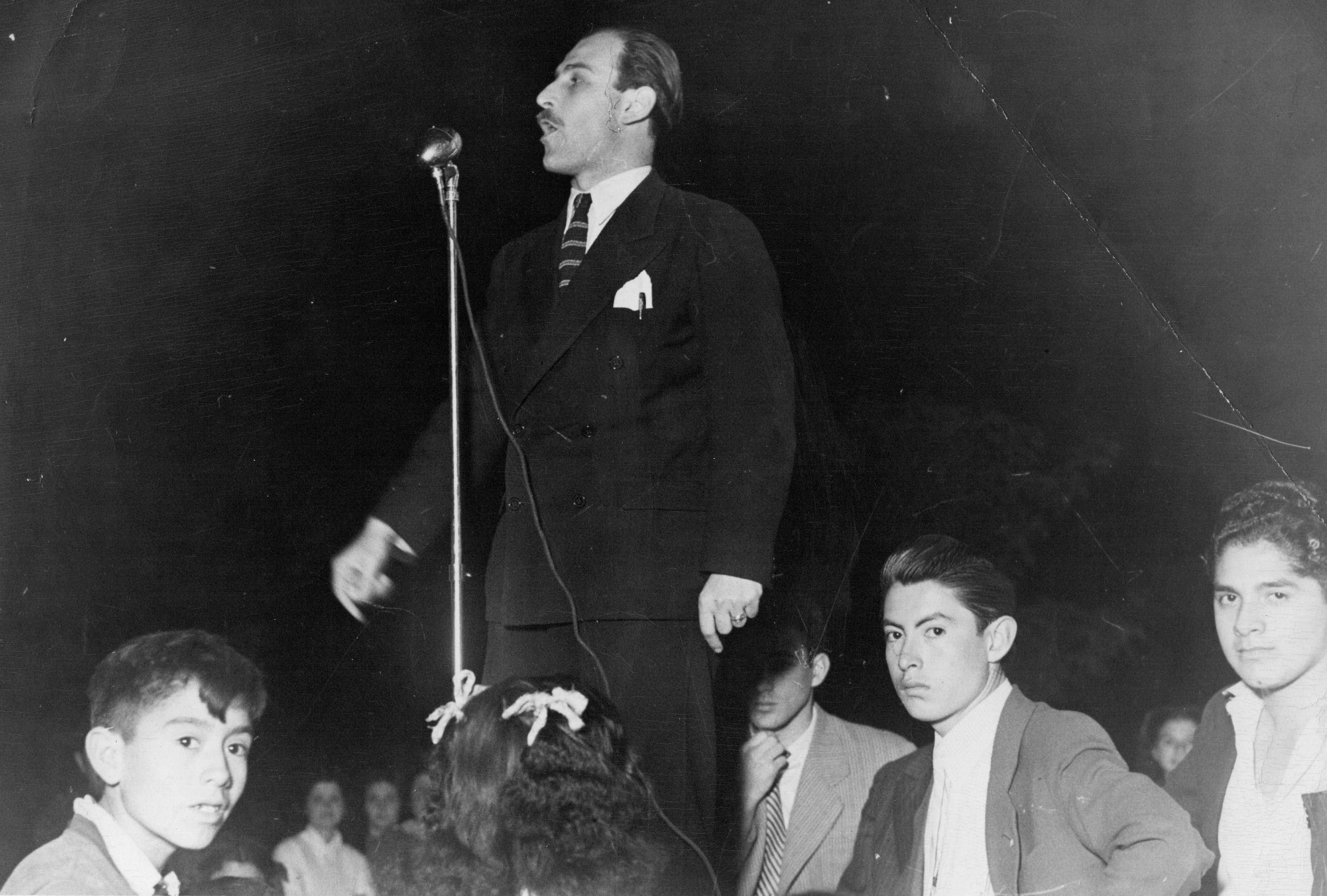
Fernando Nadra à Tucuman, 1946. Manifestation publique en tant que candidat au Parlement national représentatif

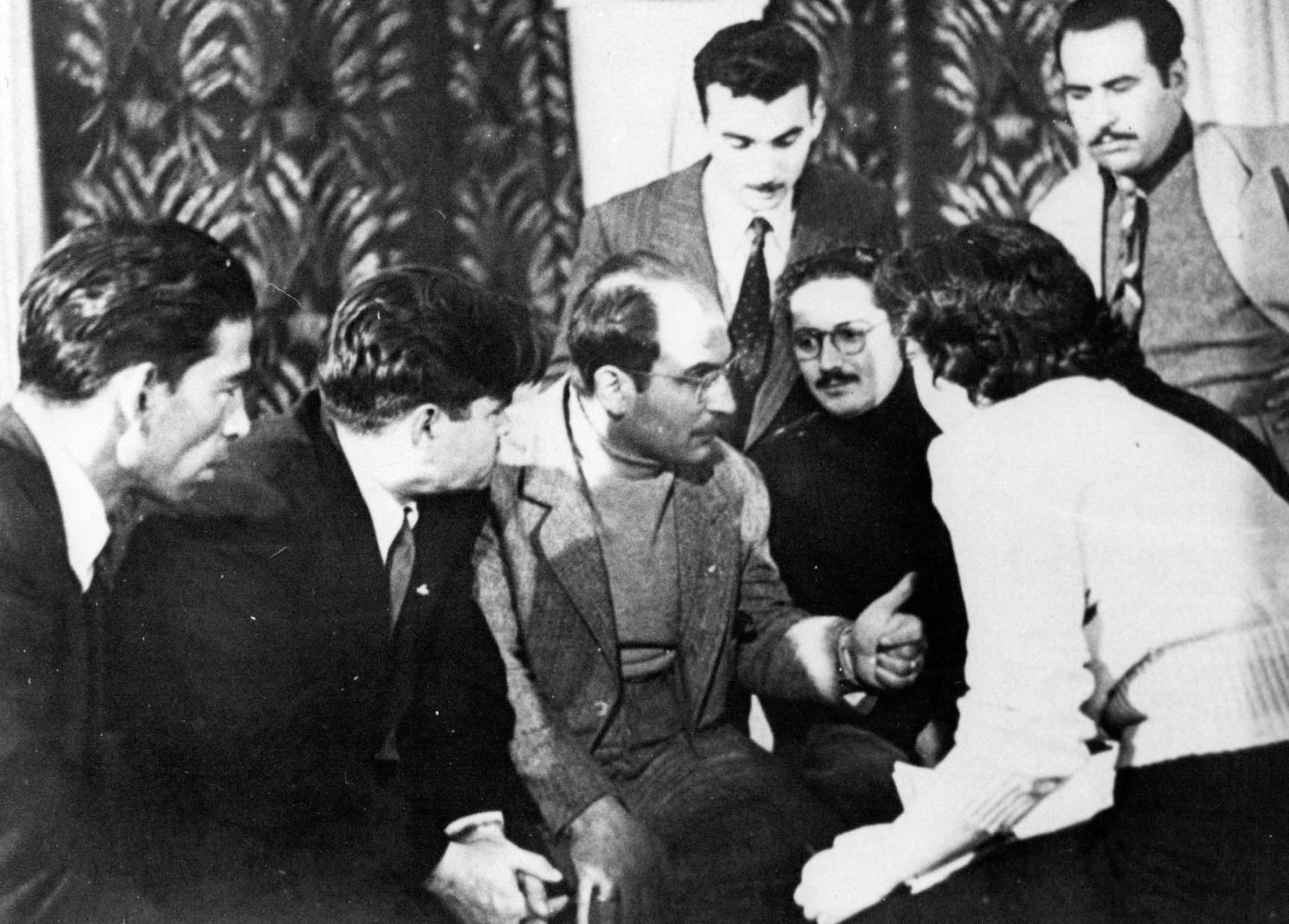
Fernando Nadra à Varsovia, 1950, où il participa au Premier Congrès de la Paix. A ses côtés, à gauche Alekséi Marésiev, héros de l'armée de l'air soviétique, dont la vie a été immortalisée par Boris Polevoi dans le roman Un hombre de Verdad (Un homme vrai).

En 1946, il épousa également Zulma Beltramone, de la province de Cordoue et commença à vivre à Buenos Aires, où il travailla comme membre du parti communiste de la Capitale Fédérale ; pendant la majeure partie du gouvernement de Perón, il fut contraint à la clandestinité et était traqué par les forces de police.

## Soutien à la révolution cubaine

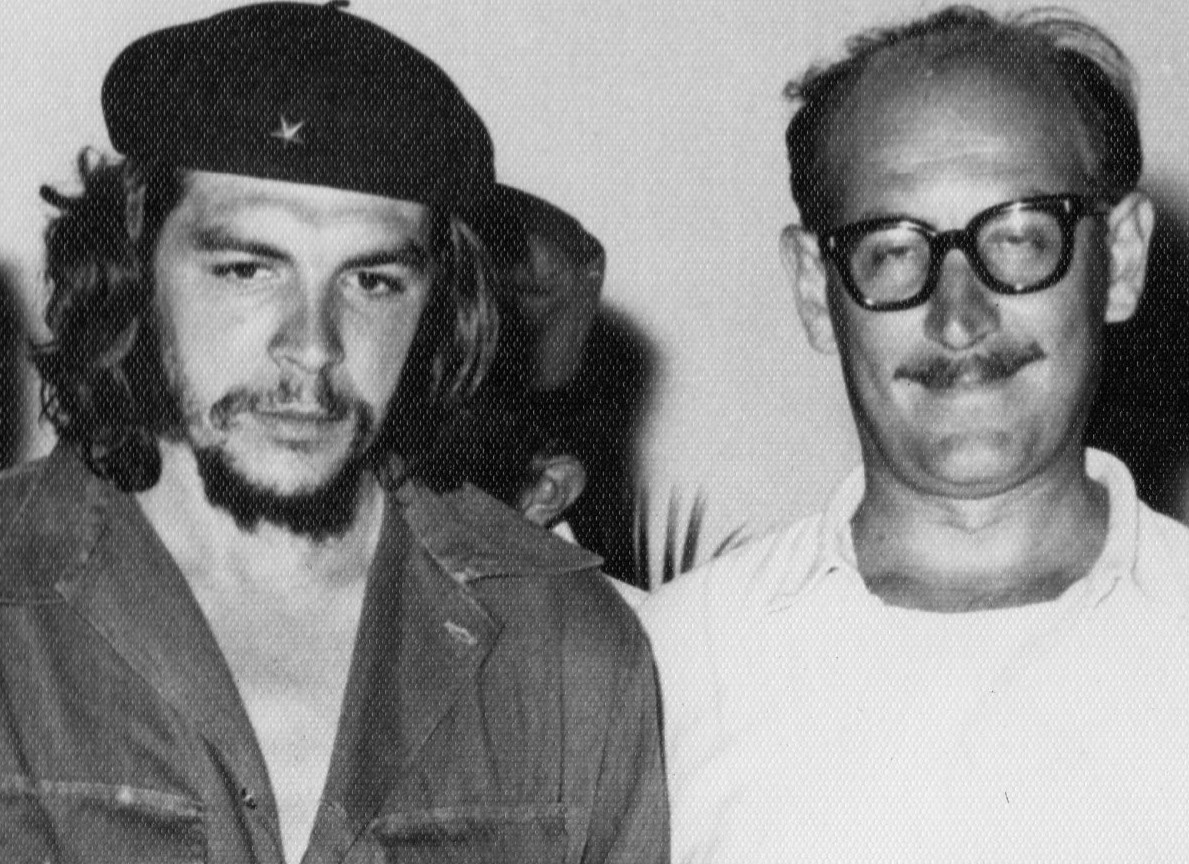
Fernando Nadra à Cuba, La Havane, mai 1960. De son côté Ché Guevara.

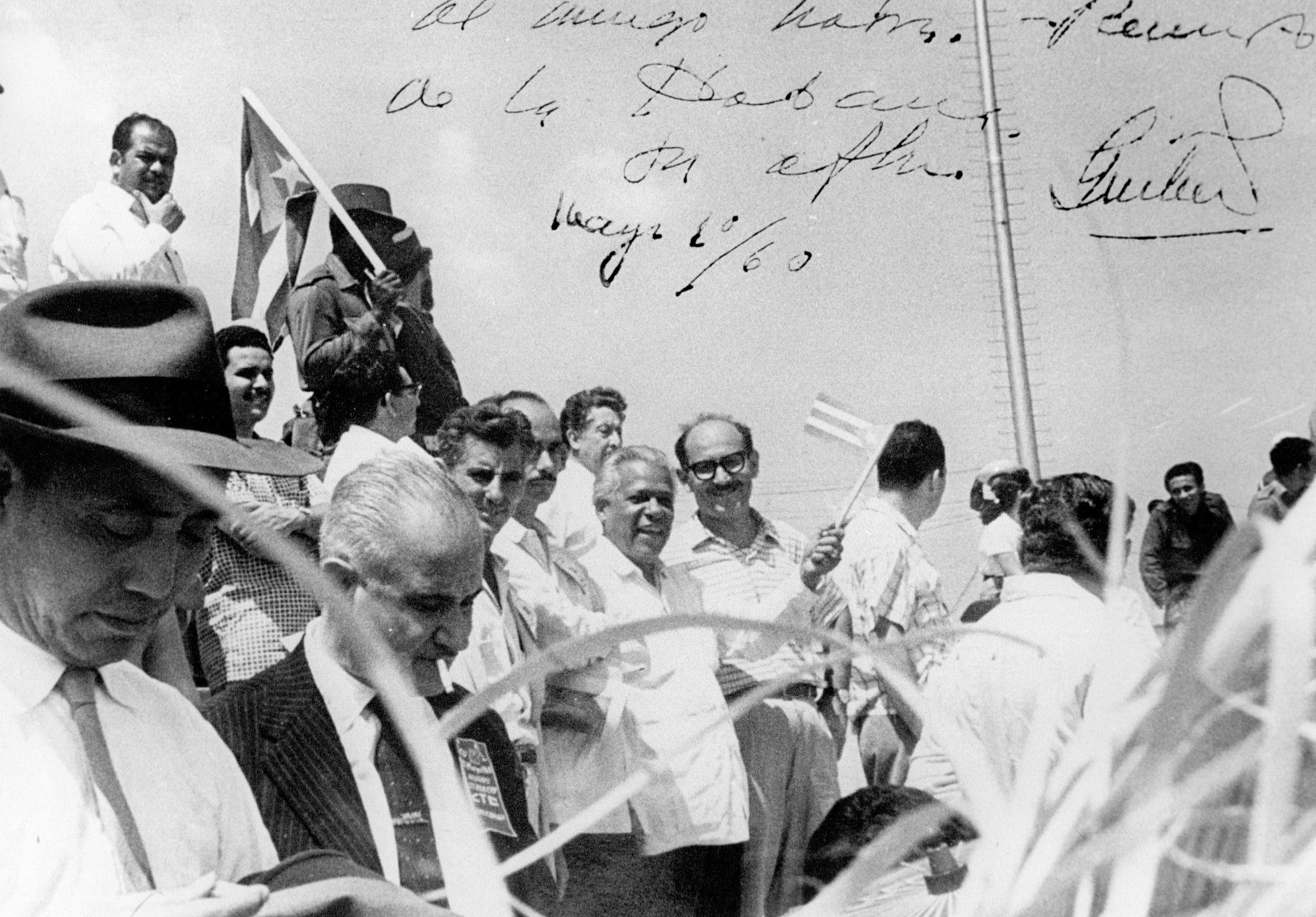
Fernando Nadra à Cuba, La Havane. Mai 1960. Avec son ami Nicolás Guillen.

En avril 1960, 13 mois après la révolution cubaine et un an avant que Fidel Castro ne se proclame socialiste, Nadra dirigea la délégation argentine de la « Première Rencontre latino-américaine de solidarité avec Cuba » à La Havane. John W. Cooke, Alexis Latendorf (es) et Lisandro Viale faisaient également partie de cette délégation. Avec Salvador Allende et David Alfaro Siqueiros, Nadra a rédigé le compte rendu de la réunion et a par ailleurs rencontré à deux reprises Ernesto "Che" Guevara.
À son retour en Argentine, Nadra publie un tract intitulé « Cuba, fragua revolucionaria » (« Cuba, forge révolutionnaire »). Sa défense du processus cubain s'est heurtée à la résistance du PC argentin, opposé à la stratégie continentale de Cuba.
Le 20 juillet 1960, Nadra participe à une table ronde sur la révolution cubaine, à la faculté de droit de l'université de Buenos Aires, avec Silvio Frondizi, Miguel Ángel Asturias, Alexis Lattendorf et Lisandro Viale. À l'issue de cette réunion, il est arrêté par la police et incarcéré à la prison de Las Heras. Nadra a ensuite été transféré à la prison de Caseros, où il a partagé une cellule et s'est noué d'amitié avec les dirigeants syndicaux péronistes Sebastián Borro et Andrés Framini. Nadra a passé environ deux ans dans différentes prisons argentines, certaines dans les provinces du Sud, où les mauvaises conditions de détention ont gravement détérioré sa santé.
Pendant l'emprisonnement de Nadra, plusieurs proches de prisonniers politiques – dont son épouse – ont créé le Comité des proches des prisonniers politiques et syndicaux (COFADE) afin d'apporter un soutien et une assistance juridique aux prisonniers arrêtés dans le cadre du Plan d'État contre les troubles intérieurs (CONINTES), principalement péronistes et communistes.
Dans une discussion entre l'épouse de Nadra et l'ancien président Arturo Frondizi, qui avait été ami avec Nadra dans sa jeunesse, le président lui a dit : « Je ne peux rien faire. Il est prisonnier politique de l'ambassade américaine et de la CIA. On m'a dit qu'il avait été envoyé par Fidel et Guevara pour organiser la guérilla dans notre pays ».

## Dialogue entre catholiques et marxistes
Le 18 octobre 1965, Nadra, le prêtre Carlos Mugica et d'autres dirigeants politiques et prêtres communistes ont tenu un débat pour promouvoir le dialogue entre catholiques et marxistes (sous le nom de Dialogue entre catholiques et marxistes), à l'École de Philosophie et Langues de l'Université de Buenos Aires. Les intervenants ont reconnu les points communs entre les principes du marxisme et du christianisme, en particulier la critique de l'impact du capitalisme sur les pauvres. Ils ont également convenu de travailler ensemble pour « mettre fin à l’appauvrissement de la vie humaine, à la misère, à la surexploitation et au manque de libertés démocratiques fondamentales pour tous [et à] créer […] une nouvelle forme de gouvernement authentiquement démocratique et pour le peuple ».

## La dictature de la “Révolution Argentine”
Lorsque le gouvernement militaire pris le pouvoir entre 1966 et 1973, Nadra était secrétaire à la propagande nationale du parti communiste. Alors que le gouvernement militaire avait interdit les partis politiques et adopté la loi 17401 spécialement contre l'activité communiste, Nadra a été une fois de plus persécuté et a dû vivre caché. Cependant, également pendant cette période, il a supervisé la campagne d'intervention politique du PC à travers des commandos et des mouvements de masse.[réf. nécessaire]

## Triomphe d'Héctor Cámporaet soutien à la candidature dePerón
Entre 1970 et 1973, depuis son poste au PC, Nadra s'est opposé à La Hora del Pueblo, une alliance entre les partis traditionnels de la politique argentine pour conclure un accord avec le lieutenant général Alejandro Agustín Lanusse et convoquer des élections présidentielles. Nadra a soutenu une alliance alternative, la Rencontre nationale argentine pour les libertés démocratiques et les droits de l'homme (ENA), dirigée par des représentants de plusieurs partis politiques, syndicats et organisations sociales. L'ENA a également plaidé en faveur d'élections et du respect des droits humains et démocratiques, mais sans exclure les partis ou les dirigeants politiques, une concession que La Hora del Pueblo n'était pas disposée à faire.

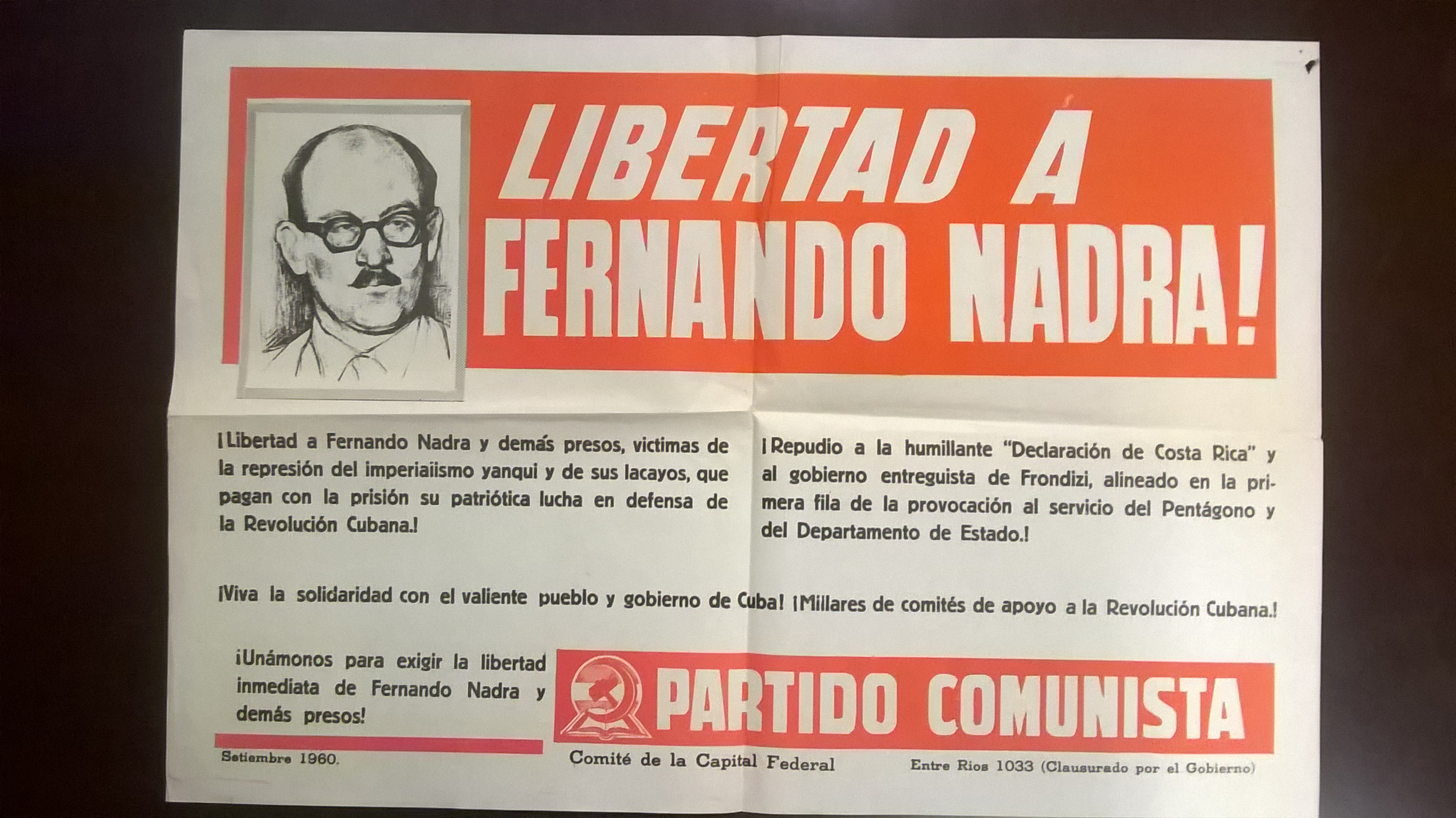
Dépliant de rue exigeant la liberté de Nadra et d'autres prisonniers politiques, 1960

Lorsque le gouvernement « de facto » a décidé « une solution électorale conditionnée », sans l'implication de Péron et l'interdiction du PC, Nadra a promu la création d'un front incluant à la fois le PC et le péronisme. Cependant, le Parti péroniste n'était disposé à inclure des communistes dans aucun des deux fronts qu'il avait créés avec d'autres partis politiques : le Frente Cívico de Liberación Nacional (FRECILINA) et le Frente Justicialista de Liberación (FREJULI), avec lesquels il se présenterait finalement aux élections de 1973,.
Dans cette situation, Nadra a soutenu une alliance entre le PC, le Partido Intransigente (PI), le Parti révolutionnaire chrétien et l'Unión del Pueblo Argentino (Udelpa) au sein de l'Alianza Popular Revolucionaria/APR (Alliance révolutionnaire populaire). La candidature présidentielle de l'alliance pour les élections de 1973 (Oscar Alende -Horacio Sueldo) a obtenu près d'un million de voix, garantissant des dizaines de représentants nationaux et provinciaux, ainsi que des conseillers municipaux.
Cette année-là, Nadra est nommée directeur de Nuestra Palabra, le journal du Comité central du PC. Jusqu'au 24 mars 1976, date à laquelle le gouvernement militaire interdit le journal (son siège fut attaqué par les forces para-policières), les articles de Nadra analysaient les événements les plus importants de la vie politique argentine.
Après la démission de Cámpora le 13 juillet 1973, Nadra fut porte-parole du soutien du PC à Juan Perón pour les prochaines élections présidentielles. Après le triomphe de Perón, Nadra a rencontré à plusieurs reprises le Président, tant bilatéralement qu'avec d'autres dirigeants du PC ou de partis avec représentation parlementaire (PST, PI et UCR, entre autres qui formaient le Groupe des 8 « Grupo de los 8 »). Nadra a compris ces rencontres – qu'il n'a pas eues avec le prochain président péroniste – comme une occasion d'exprimer ses préoccupations, ses critiques et ses propositions, et finalement de construire un consensus politique pour travailler sur les problèmes économiques et sociaux les plus urgents de l'Argentine.

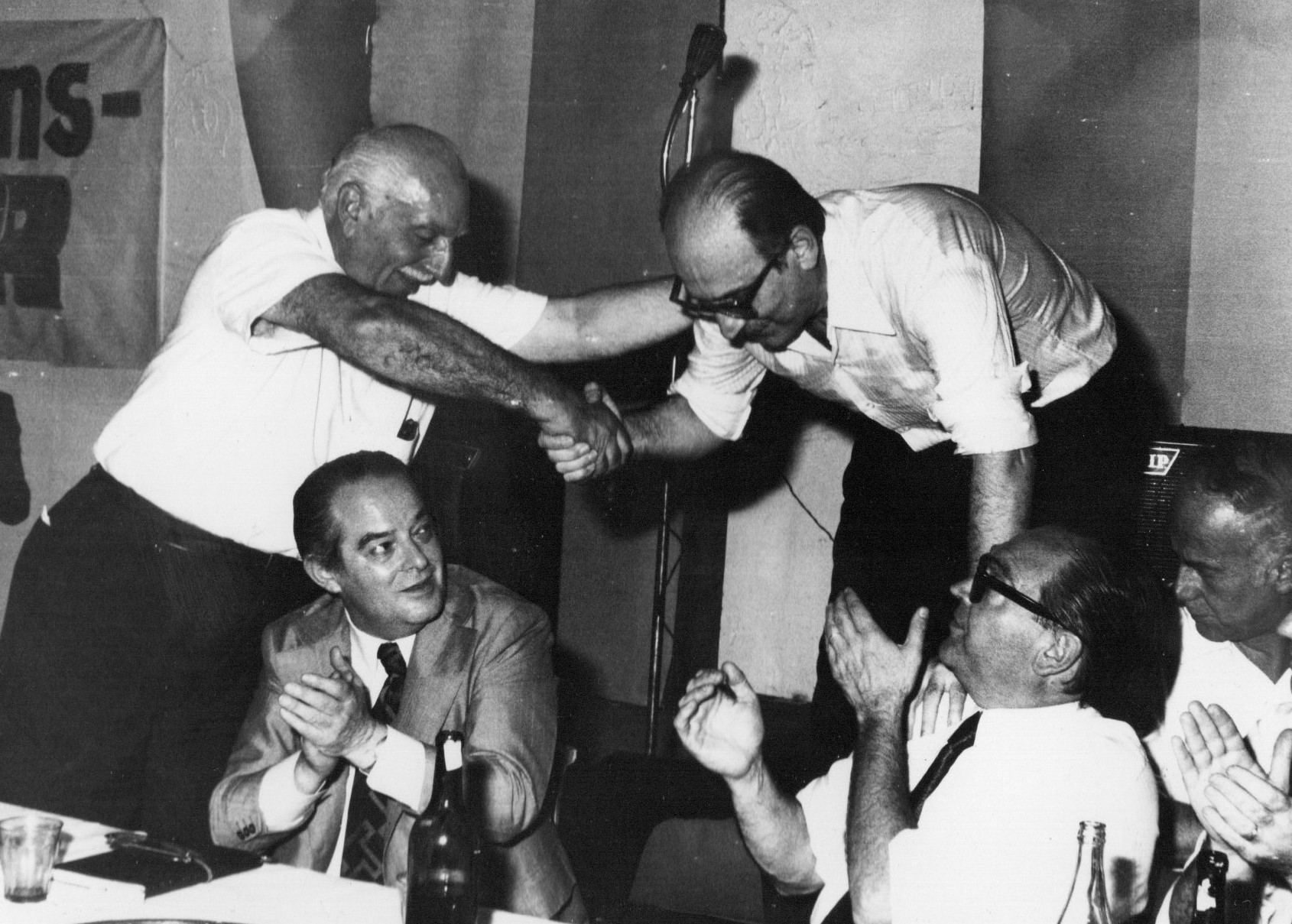
Fernando Nadra dans un événement d'APR, à Fortin 0, le 28-02-73, avec Oscar Alende et Rafael Marino.

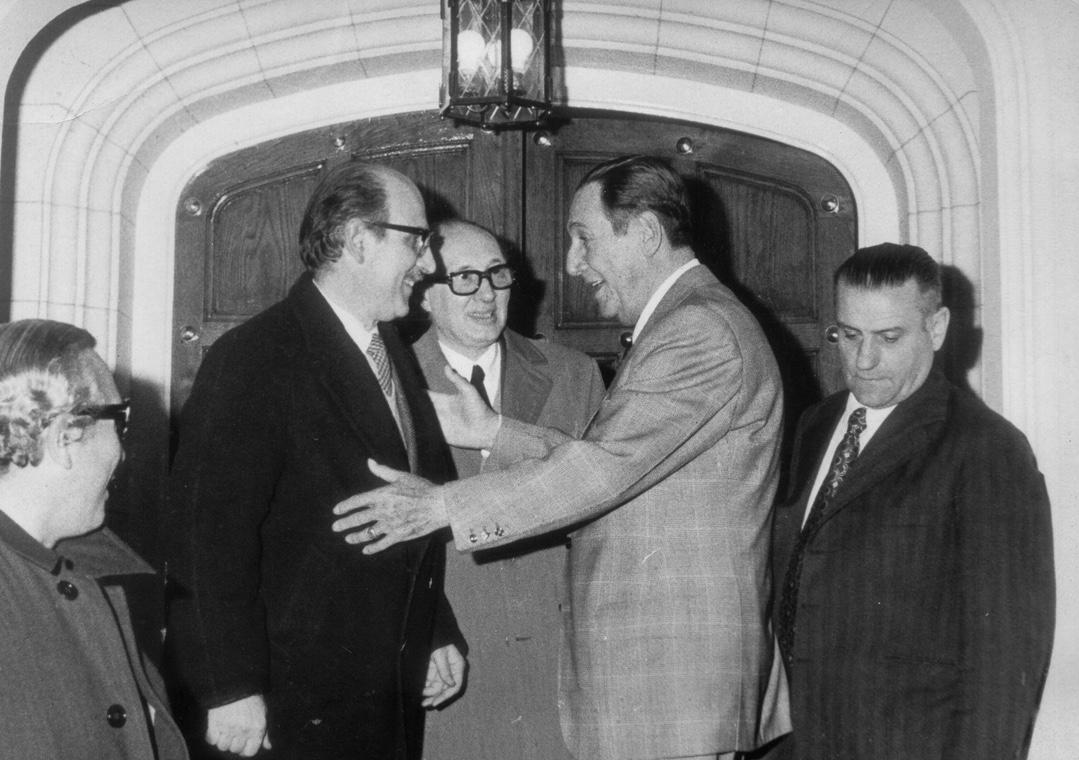
Fernando Nadra chez Gaspar Campos, 1973, avec Perón, R. Iscaro et H. Agosti.

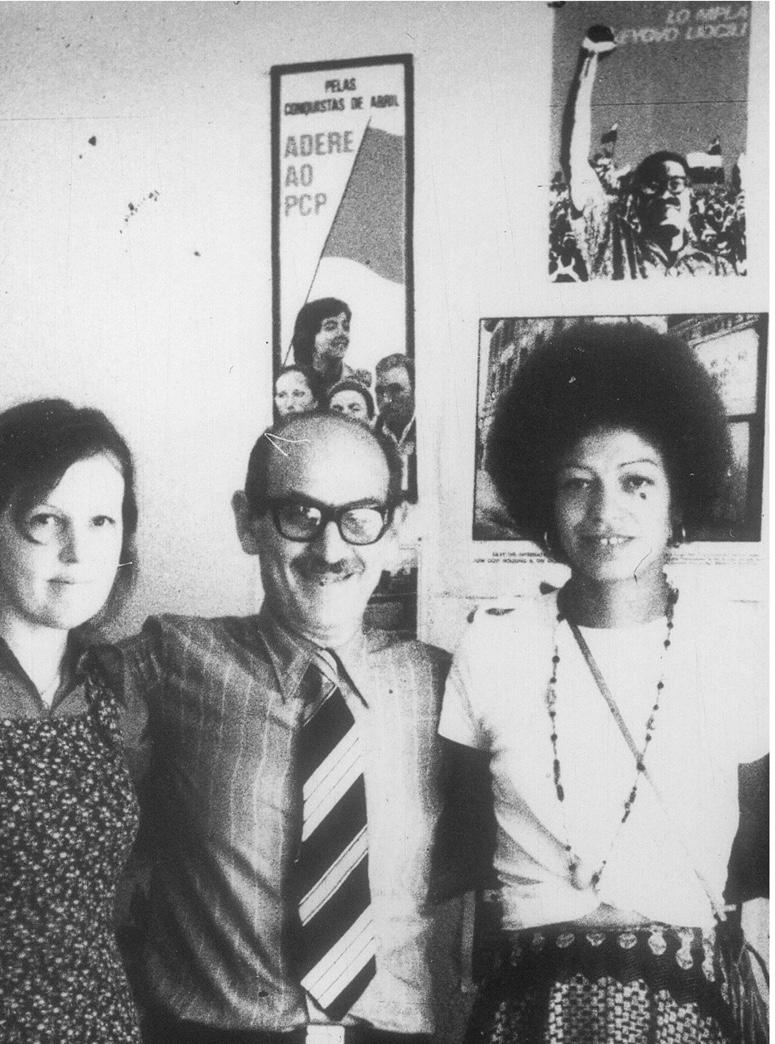
Fernando Nadra, San Francisco, États-Unis, 1978, avec Angela Davis.

Entre 1974 et 1976, Nadra a été fréquemment menacé par l'Alliance anticommuniste argentine, soutenue par une partie du gouvernement péroniste ; il était aussi habituellement critiqué par le magazine El Caudillo.

## Dictature civique-militaire 1976-1983
Face à l'aggravation de la crise économique et politique sous la présidence d'Isabel Perón et à l'arrivée au pouvoir de plusieurs dictatures en Amérique du Sud, Nadra a mis en garde contre la possibilité d'un nouveau coup d'État militaire en Argentine, contre « un bain de sang, comme au Chili, et le danger de guerre civile et de la montée d'une dictature très semblable à celles qui existent déjà dans cinq pays qui nous entourent ».
Dans ce contexte, Nadra a soutenu la proposition du PC de faire face à un éventuel coup d'État militaire par le biais d'un cabinet démocratique comprenant à la fois des civils de différents partis politiques et des membres de l'armée, ce qui a été jugé utile dans une transition vers les prochaines élections. Il est possible que les communistes argentins aient surestimé la pertinence des données fournies par les militaires du PC, basées sur des expériences comme la révolution des œillets au Portugal et les révolutions des généraux Juan José Torres, en Bolivie, Juan Velasco Alvarado, au Pérou, Omar Torrijos, au Panama ou René Schneider et Carlos Prats, de la soi-disant « línea legalista » (faction légaliste) de l'armée chilienne. Les documents officiels du PC datant d'avant le coup d'État de 1976 montrent que le PC ne s'est jamais clairement opposé à une dictature à ce stade, se souciant davantage de diminuer l'influence des factions au sein de l'armée qui prônaient une dictature comme celle de Pinochet au Chili, même si cela impliquait de renforcer les factions au sein de l’armée qui ont finalement lancé la dictature de 1976.
Même si Nadra n'était pas d'accord avec l'approche du PC sur cette question et avait exprimé son désaccord dans l'intimité des réunions de son comité, sa loyauté envers le PC exigeait qu'il défende publiquement la ligne du parti. Cependant, au cours des années 1980, il qualifiait de naïve la gestion des années 1976 par le PC et critiquait également le parti (et lui-même, en tant que président) pour ne pas avoir rapidement et publiquement condamné la dictature comme terrorisme d'État.
Même si les dirigeants du PC n’ont jamais ouvertement condamné le gouvernement militaire, le PC a été activement impliqué dans la résistance contre la dictature militaire à travers les actions des enseignants, des étudiants et des syndicats. Elle a également contribué à l'organisation des premières réunions du comité des parents des prisonniers disparus et détenus pour des raisons politiques et des mères de la Place de Mai de la Ligue argentine des droits de l'homme. En outre, Nadra était membre du Conseil de l'Assemblée Permanente des Droits de l'Homme et des dizaines de proches des disparus sont venus le voir et ont reconnu son soutien et sa médiation auprès des autorités dans de nombreux cas,. En 1979, Nadra a tenu une réunion avec la Commission interaméricaine des droits de l'homme de l'OEA  pour fournir des informations sur les centres de détention clandestins et le rôle des forces armées dans l'enlèvement et la disparition de l'étudiante communiste Inés Ollero.

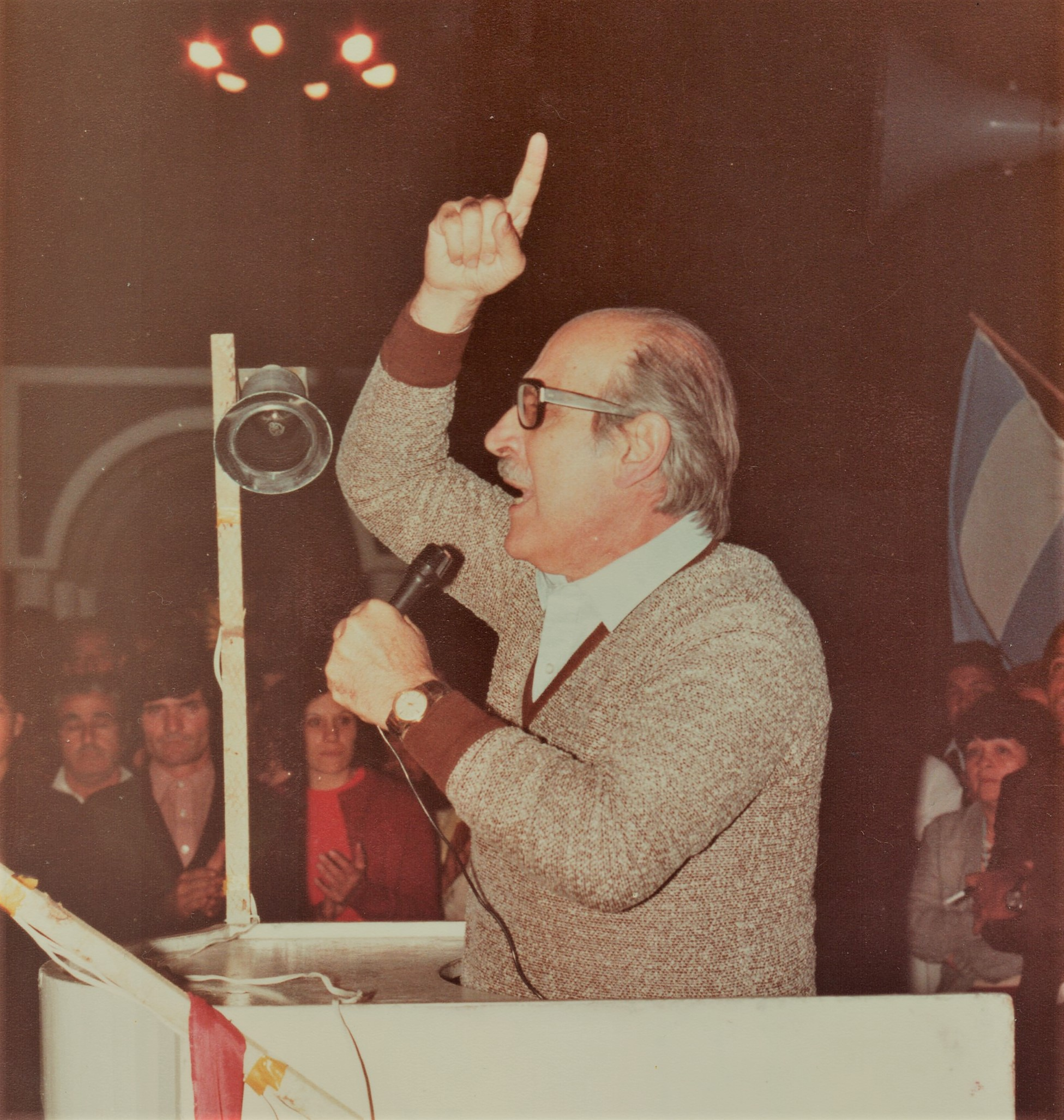
Fernando Nadra lors d'un événement sur la place principale de Lanus, Élections de 1983.

Le gouvernement militaire a inclus Nadra dans la « Formule 4 », le niveau supérieur des « listes noires » avec les noms des personnes soupçonnées d'être « subversives » et donc interdites d'occuper des fonctions gouvernementales et d'apparaître dans les médias. Par conséquent, certaines œuvres de Nadra figuraient parmi celles qui ont été interdites et détruites entre 1976 et 1983.

## «Multipartidaria» et retour à la démocratie
Entre 1976 et 1983, Nadra s'est concentrée sur la protection des droits de l'homme et sur la formation d'alliances politiques et sociales pour ouvrir la voie à la démocratie,. Ainsi, il fut l'un des promoteurs du Multipartidaria, une alliance des principaux partis politiques pour promouvoir la démocratie. Cependant, Nadra avait des désaccords importants avec l'Union civile radicale de Ricardo Balbín et une faction au sein du Parti chrétien-démocrate, ce qui a conduit à l'exclusion du PC de l'appel formel à la Multipartidaria en 1981.
L'amitié de Nadra avec le leader radical Raúl Alfonsín ne l'a pas empêché de soutenir la candidature présidentielle péroniste en 1983 (comme le dictait le PC) ou de s'opposer à certaines politiques d'Alfonsin en tant que président. Ainsi, en 1987, Nadra a fermement refusé la promulgation du Punto Final et de l’Obediencia Debida (Loi du point final et Loi de l’obéissance due) qui, à son avis, étaient des concessions dans la politique des droits de l’homme qu’aucun gouvernement ne devrait faire. Il a également rejeté la politique économique d'Alfonsin après la démission de Bernardo Grispun et la nomination de Juan Sourrouille au poste de ministre de l'Économie. En effet, le 26 avril 1985, lors d'une mobilisation pour protéger la démocratie et lorsque le Président annonça une « économie de guerre », Nadra prit la tête des grandes lignes communistes qui quittèrent la Place de Mai. Cependant, Nadra a également participé au soutien du parrainage par Alfonsine du Procès des Juntes et de la politique étrangère du président. Dans ce contexte, Nadra s'est entretenu avec le président Alfonsín et Ernesto Cardenal, ministre de la Culture du Nicaragua, lors d'un événement en faveur d'un traité de paix avec le Chili sur le Canal Beagle, au stade Vélez Sarsfield.
En novembre 1985, Nadra s'est présenté aux élections à la Chambre des députés sur la liste du Frente del Pueblo (Front populaire), une alliance électorale entre le PC, des factions péronistes et une grande variété de dirigeants de gauche non conservateurs et trostkistes, que Nadra a lui-même promu.

## Démission du Parti Communiste
Au milieu des années 1980, Nadra a commencé à travailler avec la Fédération de la jeunesse communiste, pour revoir les positions historiques et contemporaines du PC. En 1985, il a dirigé le Comité du parti qui a analysé la thèse du XVIe Congrès du PC dans une perspective profondément critique, tant à l'égard des positions du PC que des siennes ; la majeure partie du Secrétariat du PC a résisté à cette approche critique. Cependant, malgré le succès de l'approche autocritique du XVIe Congrès, en 1986, Nadra renonce au Secrétariat et à la Commission politique du PC.
Même s’il a accepté de le faire avec le Congrès, il est devenu la cible d’une campagne de discrédit. Les nouveaux dirigeants du PC ont utilisé le statut de Nadra comme l'un des dirigeants les plus connus du parti et l'ont utilisé comme bouc émissaire pour rejeter la responsabilité des erreurs passées du PC. Ainsi, des mensonges ont été répandus sur les actions de Nadra au cours des décennies précédentes : il aurait dîné avec le dictateur Videla ou tenu des réunions privées avec d'autres officiers militaires. Cependant, Nadra n'a jamais dîné avec Videla et il n'a rencontré que des officiers militaires pour s'enquérir des personnes disparues ou emprisonnées. Durant la campagne de discrédit, Nadra a également été accusé de soutenir la présidence de Carlos Menem. Même si Nadra entretenait de bonnes relations avec Menem, il a eu un entretien avec lui pour critiquer la politique économique du président, le pardon des dictateurs et la peine de mort. En fait, Menem a proposé à Nadra une nomination comme ambassadeur en Union soviétique ou à Cuba, mais Nadra a refusé l'offre.
Cependant, après la rencontre de Nadra avec Menem, le 14 mars 1989, le Comité central du PC suspendit Nadra. Face à des accusations injustes et infondées et à un climat de méfiance au sein de son propre parti, Nadra a décidé de démissionner un an plus tard. Dans son livre Pourquoi j’ai démissionné du Parti communiste, Nadra explique sa lutte infructueuse pour changer « l’orientation stalinienne » de son parti de l’intérieur. Le livre décrit et critique à la fois la ligne et les méthodes du PC, mais est également profondément autocritique, développant certaines des idées que Nadra avait exposées dans son ouvrage précédent, La religion des athées. À propos du stalinisme au sein du Parti communiste argentin. Après avoir quitté le PC, Raúl Alfonsin a invité Nadra à participer à la liste des constituants de l'UCR pour l'amendement de la Constitution argentine en 1994. Bien qu'il n'ait pas accepté de représenter un parti non marxiste, Nadra a agi comme conseiller d'Alfonsín lors du débat sur l'amendement à Santa Fé.

## Décès
Les circonstances entourant la démission de Nadra du Parti Communiste ont affecté négativement sa santé. À partir de ce moment il entama la lutte contre le cancer qui mena à sa mort survenue le 22 août 1995, à l'âge de 79 ans. De nombreuses personnalités politiques et du monde de la culture assistèrent à ses funérailles. Bien que Nadra fût athée, son ami Justo Laguna dit une prière pour lui, dans laquelle il mentionna les liens entre les principes chrétiens et le point de vue socialiste de Nadra. Il mit aussi l'accent sur les principes moraux de Nadra, son dévouement envers la justice et son amour pour l'humanité.

## Travaux
- Visión de Cumbre (Summit View)  Poems, Poemas. Editorial Liberia, 1938.
- La herencia libertadora y pacifista de San Martín. (The Liberating and Pacifist Legacy of San Martin) Editorial Fundamentos, 1950.
- La crisis textil. (The Textile Crisis)Editorial Signo, 1953.
- El petróleo para los argentinos y la paz. (Oil for Argentines and Peace)Editorial Signo, 1955.
- El Plan Prebisch. (The Prebisch Plan) Editorial Anteo, 1956.
- Egipto, Suez y el mundo árabe. (Egypt, Suez and the Arabian World) Editorial Anteo, 1956.
- 10 preguntas sobre el petróleo.(Ten Questions about Oil) Editorial Anteo, 1959.
- Cuba, fragua revolucionaria. (Cuba, Revolutionary Forge) Editorial Anteo, 1960.
- Elecciones, golpe y democracia. (Elections, Coup d'état and Democracy) Editorial Anteo, 1962.
- Problemas de la Propaganda Partidaria. (Problems with Party Propaganda) Editorial Anteo, 1963.
- Por el camino de la Primera Internacional. (Lessons from First International). Editorial Impulso, 1964.
- Dialogo entre católicos y marxistas (en colaboración). (Dialogue between Catholics and Atheists) (with other authors) Editorial Diálogos, 1965.
- 9 de julio: ayer y hoy. (July 9: Yesterday and Today) Editorial Anteo, 1966.
- Las vías de la revolución. (Violence and Revolutionary Processes). Editorial Polémica, 1968.
- ¿Qué pasó en Checoslovaquia? (What happened in Czechoslovakia?). Editorial Polémica, 1968.
- Argentina, hoy, ¿Cuál es la salida? (Argentina Today, Which is the solution?). Editorial Anteo, 1970.
- Vigencia del leninismo (en colaboración).(Leninism Today) (with other authors) Editorial Anteo, 1970.
- Perón: hoy y ayer. (Peron: Yesterday and Today). Editorial Polémica y Voz Juvenil, 1971.
- Socialismo Nacional (National Socialism). Editorial Sílaba, 1974. This book was translated into several languages.
- Un año de gobierno peronista. (The First Year of Peronist Government). Editorial Sílaba, 1974. This book was translated into several languages.
- San Martin, hoy (San Martin, Today). Editorial Cartago, 1974. This book was translated into several languages.
- Reflexiones sobre el terrorismo (On Terrorism). Editorial Aporte, 1976.
- Fraseología Política (Political Phraseology). Editorial Fundamentos, 1978.
- Estados Unidos, grandezas y miserias. (Virtues and Vices of the United States). Editorial Mundo Actual, 1978.
- Democracia y partidos políticos.(Democracy and Political Parties). Editorial Fundamentos, 1979.
- Cuba: la isla indómita.(Cuba: the wild island). Editorial Fundamentos, 1979.
- El nuevo hombre soviético.(The new Soviet Man) Editorial Fundamentos, 1981. (translated into Russian) (traducido al Ruso).
- ¿Por qué el Frente, hoy? Acerca del Frente de Liberación Nacional y Social (About the National and Social Liberation Front) Editorial Anteo, 1984.
- Conversaciones con Perón. (Conversations with Peron). Editorial Anteo, 1985.
- La religión de los ateos. Reflexiones sobre el estalinismo en el Partido Comunista Argentino. (The Religion of Atheists. About Stalinism in the Argentine Communist Party). Editorial Punto Sur, 1989.
- Por qué renuncié al Partido Comunista (Why I resigned to Communist Party). Edición del autor, 1990.
- La Utopía Posible. (A Possible Utopia). Corregidor, 1995.